# Badischer Landtag (1947–1952)
Der Badische Landtag war das erste frei gewählte Parlament des nach dem Zweiten Weltkrieg in der französischen Besatzungszone entstandenen Bundeslandes Baden. Der Landtag war das Nachfolgegremium der durch kommunale Delegierte gewählten Beratenden Landesversammlung. Die Landtagswahl fand am 18. Mai 1947 zeitgleich mit der Abstimmung über die von der Beratenden Landesversammlung ausgearbeiteten Verfassung des Landes Baden statt.
Die konstituierende Sitzung des Landtags fand am 29. Mai 1947 statt. Das Parlament nutzte das Historische Kaufhaus in Freiburg für seine Tagungen.

## Wahlperiode
Der Landtag war für vier Jahre gewählt und die Wahlperiode war am 29. Mai 1951 abgelaufen; die Neuwahl hätte also im Frühjahr 1951 stattfinden müssen. Wegen des geplanten Zusammenschlusses von Baden mit Württemberg-Hohenzollern und Württemberg-Baden wurde die Wahlperiode durch Einfügung eines Artikels 126a in die Verfassung bis zur Vereinigung der drei Länder verlängert. Die hierfür notwendige Verfassungsänderung wurde von der Bevölkerung in einer Volksabstimmung am 18. November 1951 gebilligt. Sie war notwendig geworden, nachdem das Bundesverfassungsgericht das Erste Neugliederungsgesetz des Bundes, das eine Verlängerung der Wahlperiode bis zum 31. März 1952 vorsah, für ungültig erklärt hatte.

## Wahlergebnis

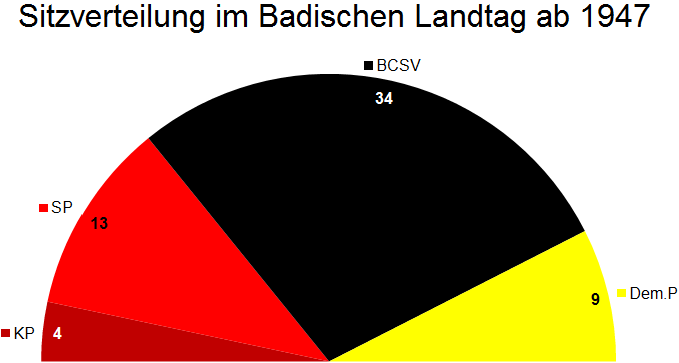
Sitzverteilung im Landtag

Aus der Landtagswahl vom 18. Mai 1947 ging die CDU mit einem Stimmenanteil von 55,9 Prozent als klarer Sieger hervor, die SPD erhielt 22,4 Prozent, die FDP 14,3 und die KPD 7,4 Prozent. Daraus ergab sich folgende Mandatsverteilung:
| Partei     | Sitze 1946 | Stimmen (%) 1946 | Sitze 1947 | Stimmen (%) 1947 | Stimmen 1947 |
| ---------- | ---------- | ---------------- | ---------- | ---------------- | ------------ |
| BCSV/CDU*  | 37         | 060,4            | 34         | 055,9            | 239 312      |
| SPD        | 11         | 017,6            | 13         | 022,4            | 095 829      |
| DemP/FDP** | 09         | 014,4            | 09         | 014,3            | 060 980      |
| KPD        | 04         | 07,7             | 04         | 07,4             | 031 703      |
| Gesamt     | 61         | 100,0            | 60         | 100,0            | 427 824      |

Quelle: Wahlen–in–Deutschland.de
* Die Badische Christlich-Soziale Volkspartei wurde im Laufe des Jahres 1947 in CDU Südbaden umbenannt.
** Die Demokratische Partei wurde im April 1948 in FDP Südbaden umbenannt.
Zum Vergleich werden die bei der indirekten Wahl zur Beratenden Landesversammlung des Landes Baden vom 17. November 1946 gewonnenen Sitze gezeigt. Die Spalte Stimmen (%) 1946 zeigt die bei der Kreistagswahl vom 13. Oktober 1946 erreichten Stimmanteile.
Trotz der absoluten Mehrheit der BCSV wurde am 26. Juni 1947 eine Koalitionsregierung mit der SPD gebildet (Kabinett Wohleb I), da die Militärregierung auf eine Beteiligung der Sozialdemokraten Wert legte. Eine große Koalition unter Einschluss der Demokratischen Partei scheiterte am Streit um das Wirtschaftsministerium.

## Präsidium
Auf der konstituierenden Sitzung wurde Karl Person (CDU) zum Präsidenten des Landtags gewählt. Stellvertreter war Franz Geiler (SPD), der nach seinem Tod am 14. August 1948 durch Philipp Martzloff ersetzt wurde. Ab Oktober 1948 wurde das Amt eines zweiten Stellvertreters eingerichtet, zu dessen Inhaber Otto Vielhauer (FDP) gewählt wurde.
Direktor des Badischen Landtags war 1946/47 Walter Ehling, anschließend bis 1952 Hans Arnold.

## Abgeordnete
| Mitglied des Landtages       | Lebensdaten | Partei | Wahlkreis/Liste            | Anmerkungen                                                              |
| ---------------------------- | ----------- | ------ | -------------------------- | ------------------------------------------------------------------------ |
| Heinrich Baumer              | 1891–1962   | CDU    | 08 Emmendingen             |                                                                          |
| Eugen Bea                    | 1898–1969   | SPD    | 03 Donaueschingen-Neustadt | eingetreten am 13. April 1948 für Kurt Reinhard                          |
| Maria Beyerle                | 1882–1968   | CDU    | Landesliste                |                                                                          |
| Karl Böhler                  | 1902–1959   | CDU    | 02 Konstanz                |                                                                          |
| Arend Braye                  | 1890–1960   | SPD    | 05 Lörrach                 |                                                                          |
| Alfred Broß                  | 1897–1969   | CDU    | 09 Offenburg-Lahr          |                                                                          |
| Friedrich Brüstle            | 1899–1969   | CDU    | 09 Offenburg-Lahr          | eingetreten im Dezember 1947 für Karl Kraut                              |
| Wilhelm Büche                | 1906–1980   | KPD    | Landesliste                |                                                                          |
| Josef Burger                 | 1900–1972   | CDU    | 03 Donaueschingen-Neustadt |                                                                          |
| Karl Deusch                  | 1897–1985   | CDU    | 10 Wolfach-Villingen       |                                                                          |
| Anton Dichtel                | 1901–1978   | CDU    | 09 Offenburg-Lahr          |                                                                          |
| Hermann Dietsche             | 1884–1972   | CDU    | 04 Waldshut-Säckingen      |                                                                          |
| Hermann Durst                | 1905–1957   | CDU    | Landesliste                |                                                                          |
| Erwin Eckert                 | 1893–1972   | KPD    | Landesliste                |                                                                          |
| Wilhelm Eckert               | 1899–1980   | CDU    | 03 Donaueschingen-Neustadt |                                                                          |
| Fritz Eiche                  | 1902–1967   | KPD    | Landesliste                | Mandat niedergelegt im Februar 1951 (Nachfolger: Max Faulhaber)          |
| Ursula Falck                 | 1907–1998   | KPD    | Landesliste                | eingetreten am 27. Juni 1951 für Katharina Seifried                      |
| Max Faulhaber                | 1904–1996   | KPD    | Landesliste                | eingetreten am 27. Februar 1951 für Fritz Eiche                          |
| Hermann Fecht                | 1880–1952   | CDU    | 12 Rastatt-Baden-Baden     | Mandat niedergelegt im Januar 1952 (Nachfolger: Hugo Zeitvogel)          |
| Gustav Fimpel                | 1895–1965   | SPD    | Landesliste                | eingetreten im September 1951 für Friedrich Leibbrandt                   |
| Franz Geiler                 | 1879–1948   | SPD    | 07 Freiburg-Stadt          | gestorben am 14. August 1948 (Nachfolger: Fritz Schieler)                |
| Wilhelm Gohl                 | 1896–1958   | CDU    | 02 Konstanz                | eingetreten am 25. Mai 1950 für Josef Schüttler                          |
| Friedrich Graf               | 1880–1954   | CDU    | 11 Bühl-Kehl               |                                                                          |
| Erich Grüner                 | 1909–1995   | CDU    | 02 Konstanz                |                                                                          |
| Ernst Haas                   | 1901–1979   | SPD    | 10 Wolfach-Villingen       |                                                                          |
| Anton Hilbert                | 1898–1986   | CDU    | 04 Waldshut-Säckingen      |                                                                          |
| Wolfgang Hoffmann            | 1893–1956   | CDU    | 07 Freiburg-Stadt          |                                                                          |
| Richard Jäckle               | 1912–1990   | SPD    | 02 Konstanz                |                                                                          |
| Alfons Kist                  | 1913–1986   | CDU    | 11 Bühl-Kehl               |                                                                          |
| Emil Klaus                   | 1907–1994   | CDU    | 06 Freiburg-Müllheim       |                                                                          |
| Karl Kraut                   | 1889–1968   | CDU    | 09 Offenburg-Lahr          | Mandat niedergelegt am 30. Dezember 1947 (Nachfolger: Friedrich Brüstle) |
| Friedrich Leibbrandt         | 1894–1960   | SPD    | Landesliste                | Mandat niedergelegt am 4. September 1951 (Nachfolger: Gustav Fimpel)     |
| Karl Löhle                   | 1903–1957   | SPD    | Landesliste                |                                                                          |
| Friedrich Maier              | 1894–1960   | SPD    | 09 Offenburg-Lahr          | Mandat niedergelegt im Juni 1951 (Nachfolger: Josef Seiler)              |
| Philipp Martzloff            | 1880–1962   | SPD    | 12 Rastatt-Baden-Baden     |                                                                          |
| Josef Matt                   | 1900–1968   | SPD    | 07 Freiburg-Stadt          |                                                                          |
| Georg Menges                 | 1888–1973   | FDP    | 07 Freiburg-Stadt          |                                                                          |
| Marcel Nordmann              | 1890–1948   | SPD    | 06 Freiburg-Müllheim       | gestorben am 8. November 1948 (Nachfolger: Wilhelm Stump)                |
| Karl Person                  | 1887–1956   | CDU    | 07 Freiburg-Stadt          |                                                                          |
| Adam Porzelt                 | 1891–1965   | CDU    | 10 Wolfach-Villingen       | eingetreten am 13. Juli 1949 für Hans Schloeder                          |
| Peter Raule                  | 1891–1972   | FDP    | 01 Überlingen-Stockach     |                                                                          |
| Gottlieb Reinbold            | 1892–1985   | CDU    | 08 Emmendingen             |                                                                          |
| Kurt Reinhard                | 1907–1989   | SPD    | 03 Donaueschingen-Neustadt | Mandat niedergelegt am 26. Februar 1948 (Nachfolger: Eugen Bea)          |
| Eugen Reuter                 | 1885–1955   | CDU    | 12 Rastatt-Baden-Baden     |                                                                          |
| Karl Josef Rößler            | 1878–1969   | CDU    | 06 Freiburg-Müllheim       | eingetreten am 12. Mai 1948 für Paul Zürcher                             |
| Vinzenz Sahl                 | 1898–1972   | CDU    | 09 Offenburg-Lahr          |                                                                          |
| Karl Schäuble                | 1907–2000   | CDU    | 10 Wolfach-Villingen       |                                                                          |
| Fritz Schieler               | 1899–1970   | SPD    | 07 Freiburg-Stadt          | eingetreten im August 1948 für Franz Geiler                              |
| Ernst Schlapper              | 1888–1976   | CDU    | 12 Rastatt-Baden-Baden     |                                                                          |
| Gerda Schlayer-von Puttkamer | 1901–1953   | SPD    | 08 Emmendingen             |                                                                          |
| Hans Schloeder               | 1877–1949   | CDU    | 10 Wolfach-Villingen       | gestorben am 9. Juli 1949 (Nachfolger: Adam Porzelt)                     |
| Hermann Schneider            | 1896–1980   | CDU    | 05 Lörrach                 |                                                                          |
| Alois Schnorr                | 1896–1962   | CDU    | 06 Freiburg-Müllheim       |                                                                          |
| Josef Schüttler              | 1902–1972   | CDU    | 02 Konstanz                | Mandat niedergelegt am 25. Mai 1950 (Nachfolger: Wilhelm Gohl)           |
| Katharina Seifried           | 1904–1991   | KPD    | Landesliste                | Mandat niedergelegt im Juni 1951 (Nachfolgerin: Ursula Falck)            |
| Josef Seiler                 | 1899–1978   | SPD    | 09 Offenburg-Lahr          | eingetreten am 27. Juni 1951 für Friedrich Maier                         |
| Willy Stahl                  | 1903–1989   | FDP    | Landesliste                |                                                                          |
| Friedrich Stephan            | 1915–1997   | SPD    | 11 Bühl-Kehl               |                                                                          |
| Wilhelm Stump                | 1890–1963   | SPD    | 06 Freiburg-Müllheim       | eingetreten am 12. November 1948 für Marcel Nordmann                     |
| Hildegard Teutsch            | 1898–1977   | FDP    | Landesliste                |                                                                          |
| Ludwig Ulrich                | 1896–1980   | CDU    | 11 Bühl-Kehl               |                                                                          |
| Otto Vielhauer               | 1875–1958   | FDP    | Landesliste                |                                                                          |
| Josef Vogt                   | 1908–1996   | CDU    | 01 Überlingen-Stockach     |                                                                          |
| Friedrich Vortisch           | 1899–1991   | FDP    | 05 Lörrach                 |                                                                          |
| Paul Waeldin                 | 1888–1969   | FDP    | 09 Offenburg-Lahr          |                                                                          |
| Paul Weber                   | 1893–1985   | FDP    | Landesliste                |                                                                          |
| Johann Weisser               | 1894–1951   | FDP    | Landesliste                | gestorben am 15. April 1951 (Nachfolger: Karl Zimmermann)                |
| Anton Wernet                 | 1895–1968   | CDU    | 04 Waldshut-Säckingen      |                                                                          |
| Wilhelm Winter               | 1900–1973   | CDU    | 01 Überlingen-Stockach     |                                                                          |
| Leo Wohleb                   | 1888–1955   | CDU    | Landesliste                |                                                                          |
| Hugo Zeitvogel               | 1903–1982   | CDU    | 12 Rastatt-Baden-Baden     | eingetreten am 9. Januar 1952 für Hermann Fecht                          |
| Karl Zimmermann              | 1894–1981   | FDP    | Landesliste                | eingetreten am 8. Mai 1951 für Johann Weisser                            |
| Paul Zürcher                 | 1893–1980   | CDU    | 06 Freiburg-Müllheim       | Mandat niedergelegt am 13. April 1948 (Nachfolger: Karl Josef Rößler)    |